# Benedetto Junck
Pour les articles homonymes, voir Junck.
Benedetto Junck (né le 21 août 1852 à Turin – mort le 3 octobre 1903) est un compositeur italien du XIXe siècle et du tout début du XXe siècle. 

## Biographie
Né d’un père alsacien et d’une mère italienne, il se destinait à une carrière dans le commerce, et commence à travailler dans ce secteur à Paris. De retour à Turin en 1870, il se remet à la musique et étudie avec Alberto Mazzucato et Antonio Bazzini au conservatoire de Milan. Il a écrit de la musique de chambre et des romances. En 1879 Junck s'est marié, et s'est installé à Milan, où, durant la saison d'hiver, il donne des concerts dans sa maison, lors desquels les plus grands artistes ont l'habitude de se rencontrer. Ayant les moyens d'être indépendant, il n'est poussé par aucune nécessité pour écrire, mais il obéit à sa propre inspiration. Son œuvre n'est pas très nombreuse, mais elle est marquée par le sérieux, le raffinement et la culture.
Son frère aîné Enrico (1849-1878) était peintre.

## Œuvres
- Serenata, poemetto lirico sur un texte de E. Augusto Berta, pour soprano, ténor et quintette à cordes
- La Simona, ensemble de douze mélodies pour soprano et ténor, avec accompagnement de piano (texte de Ferdinando Fontana), 1878.
- Otte Romanze (textes de Heine et Panzacchi), 1881
  1. Melodia: Tu sei bella, o mia dolcezza (Heine: Du bist wie eine Blume, trad. Zendrini)
  2. Melodia: La mattina le mammole t'invio (Heine: Morgens send ich dir die Veilchen, trad. Zendrini)
  3. Romanza Dolce sera (Panzacchi)
  4. Romanza Amore e neve (Panzacchi)
  5. Romanza Quelle dita oh potess'io (Heine: Deine weissen Lilienfinger, trad. Zendrini)
  6. Romanza Flebil traversa l'anima mia (Heine: Leise zieht durch mein Gem't, trad. Zendrini)
  7. Romanza Quando ti guardo fiso (Heine: Wenn ich in deine Augen seh, trad Zendrini)
  8. Romanza Ha le sue stelle il cielo (Heine: Das Meer hat seine Perlen, trad. Zendrini)
- Deux chansons (texte de Heine), 1883.
  - Maggio è tornato, romanza per voce e pianoforte (Heine: Gekommen ist der Maie, trad. B. Zendrini), Lucques, vers 1884
  - Serenata di un Moro, romanza per voce e pianoforte (Heine: Ständchen eines Mauren, trad. B. Zendrini), Lucques, vers 1884
- Sei poesie di Heine (publié en 1888)
  1. Flebil traversa l'anima mia (Heine: Deine weissen Lilienfinger, trad. Zendrini)
  2. Mia bella pescatrice (Heine: Du sch'nes Fischerm'dchen, trad. Secco-Suardi)
  3. Tu sei bella, o mia dolcezza (Heine: Du bist wie eine Blume, trad. Zendrini)
  4. Una volta la tua candida man (Heine: Deine weissen Lilienfinger, trad. Secco-Suardi)
  5. Alta ' la luna e l'onde irradia (Heine: Der Mond ist aufgegangen, trad. Secco-Suardi)
  6. La farfalletta ama la rosa (Heine: Der Schmetterling ist in die Rose verliebt, trad. Secco-Suardi)
- Sonate pour piano et violon en sol, 1884, Milan.
- Sonate pour piano et violon en ré, 1885, Milan.
- Quatuor à cordes en mi, 1886.